# Cementiri del Port de la Selva
Cementiri del Port de la Selva és un monument del municipi del Port de la Selva inclòs en l'Inventari del Patrimoni Arquitectònic de Catalunya.

## Descripció
Situat a un quilòmetre de distància al sud del nucli urbà de la població del Port de la Selva, prop del Pont vell. Des de la carretera GI-613 s'agafa un trencall que hi condueix, al paratge de la Costa de l'Oratori.
Recinte de planta rectangular estructurat d'acord amb el pendent del terreny i delimitat per altes tanques de pedra i morter, completament arrebossades i emblanquinades. L'entrada, a ponent, es correspon amb una porta d'arc de mig punt de ferro flanquejada per dues pilastres coronades per grans copes de terrissa. Les pilastres presenten unes lletres de ceràmica on consta el nom de "Cementiri Municipal". L'interior és esglaonat i s'organitza en quatre terrasses disposades a diferent nivell. Cada terrassa presenta filades de nínxols resseguint el perímetre, amb les escales que les comuniquen al mig del sector. El recinte es troba envoltat d'una pineda que també creix a l'interior.

## Història
El primer cementiri del Port de la Selva del segle xviii estava ubicat al costat de l'actual església del poble i fou beneït l'any 1759. Del 1865 són uns estatuts establerts pel rec i l'ajuntament per a la conservació i endegament d'aquest primer fossar. Malgrat diversos i continuats intents per aconseguir el trasllat del cementiri fora de la població fets pels diferents consistoris els anys 1870,1890 i més tard, no fou fins al 1926 que es construí l'actual. El cementiri del Port de la Selva és famós perquè és el "blanc cementiri dels mariners" que inspirà el poema de Josep Mª de Segarra ("Ancores i estrelles"), escriptor resident i molt identificat amb el paisatge i la gent del Port de la Selva, com és sabut. El cementiri continua amb la seva blancor, però ja no el "volta la vinya verda"; a l'entorn hi ha una jove pineda que encara no s'ha cremat i terrenys erms; les vinyes s'abandonaren i només en resten com a record les travesseres de paret seca que esglaonen el rost i alguns ceps que sobreviuen aïllats entre pins i garrigues. Actualment manté la seva funció de cementiri municipal.